# Bonneville-sur-Touques
Bonneville-sur-Touques – miejscowość i gmina we Francji, w regionie Normandia, w departamencie Calvados.
Według danych na rok 1990 gminę zamieszkiwały 354 osoby, a gęstość zaludnienia wynosiła 53 osoby/km² (wśród 1815 gmin Dolnej Normandii Bonneville-sur-Touques plasuje się na 546. miejscu pod względem liczby ludności, natomiast pod względem powierzchni na miejscu 743.).